# Ars Mathematica
 (juillet 2012).
Ars Mathematica est une association loi de 1901 qui a été fondée en 1992 par Christian Lavigne et Alexandre Vitkine, pour favoriser la rencontre de l'art, de la science et de la technique en général, et pour promouvoir en particulier la recherche en matière d'objets numériques dans le contexte des arts électroniques, pour développer les domaines de la 3D et de la sculpture par ordinateur.
L'association s'est donnée deux objectifs principaux :
- créer un centre de recherche pluridisciplinaire à vocation européenne et dédié aux objets numériques: le CREATRON (Centre de Ressources Européen de l'Art de la Technologie et de la Recherche des Objets Numériques) qui intéresse à la fois les artistes, les architectes, les designers, les chercheurs, les ingénieurs, les industriels de l'informatique, du prototypage rapide, de la chimie…[3] ;
- organiser des rencontres, des colloques, des expositions, au premier rang desquels la biennale mondiale de sculpture numérique, lancée en 1993 par C. Lavigne et A. Vitkine, et qui a pris le nom d'INTERSCULPT[4],[5] en 1995, cet événement étant alors devenu interactif et simultané entre la France et les États-Unis, avec démonstrations, visioconférences, et transmissions de fichiers par Internet. À cette occasion fut d'ailleurs réalisée la première télésculpture mondiale. INTERSCULPT a été relayé par The Computer and Sculpture Forum (États-Unis), Fast-UK (GB), The PRISM Lab at ASU (États-Unis)… En France, la manifestation (exposition et colloque) a été présentée à Paris (Galerie Graphes, mairie du 6e arrondissement de Paris, Sénat), et depuis 2005 en Lorraine (Nancy, Metz), toujours en liaison avec d’autres lieux (GB, États-Unis, HK ou SG, NZ ou AU).